# Styven Vásquez
Luis Styven Vásquez Velásquez (ur. 29 października 2002 w San Salvador) – salwadorski piłkarz występujący na pozycji napastnika lub ofensywnego pomocnika, reprezentant Salwadoru, od 2022 roku zawodnik Luis Ángel Firpo.